# 達瓦河
達瓦河（Dawa River）是埃塞俄比亞東南部与肯尼亚的界河，在索馬里邊境與Ganale Dorya河匯流，成為朱巴河。
達瓦河是幾內爾河（Genale River）最長的支流，全長450公里，形成部分幾內爾─達瓦盆地（Genale-Dawa basin），流域面積168,000平方公里。
地質學家在1958年發現金紅石和鈦鐵礦。